# Scythe
Scythe (englisch für „Sense“) ist ein Brett- und Strategiespiel des amerikanischen Spieleautors Jamey Stegmaier. Scythe ist aus dem Jahr 2016. Das Spiel für zwei bis fünf Spieler ab vierzehn Jahren ist in Englisch und weiteren Sprachen beim Spieleverlag Stonemaier Games und in Deutsch bei Feuerland Spiele erschienen. Scythe wurde ursprünglich auf der Plattform Kickstarter vorfinanziert und von über 17.000 Käufern mit 1.800.000 US-Dollar vorab unterstützt. Danach kam es auch über den Verlag in den Handel und war in mehreren Auflagen ausverkauft.

## Spielweise und Ausstattung
Scythe spielt thematisch in einer alternativen Realität im Osteuropa der 1920er Jahre und handelt von einem kapitalistischen Stadtstaat, in dem „die Fabrik“ mehrere Parteien in einem Krieg mit gepanzerten Mechs versorgt. Im Spiel übernehmen die Spieler eine von fünf (mit Erweiterung sieben) unterschiedlichen Fraktionen aus Nachbarstaaten, die im Kampf um die Fabrik aufeinander treffen. Das Spiel beinhaltet Forschung-, Expansions-, Eroberungs- und Ressourcenmanagement. Die Spieler erkunden und erobern Gebiete, errichten Gebäude, werben Arbeiter an, rekrutieren Soldaten und produzieren Ressourcen und gigantische Mechs, um ihre Ziele zu erreichen. Das Spiel wird beendet, sobald ein Spieler 6 von 10 unterschiedlichen Zielen erfüllt und damit seinen 6. Stern auf einer Leiste platziert hat. Bei der Endabrechnung wird die Anzahl der Sterne, kontrollierte Gebiete und Ressourcen der Spieler mit dem erreichten Ansehen des Spielers auf einer weiteren Zählleiste multipliziert um zusätzliches Geld/Siegpunkte bei der Endabrechnung zu generieren.
Das Spielmaterial besteht neben der Spielanleitung aus:
- 80 Ressourcenmarker aus Holz
- 20 Mech-Miniaturen
- 5 Anführer-Miniaturen
- 42 Kampfkarten
- 23 Zielkarten
- 28 Begegnungskarten
- 12 Fabrikkarten
- 80 Münzen
- 12 Begegnungsplättchen
- 6 Gebäudebonus-Karten
- 5 Aktionstableaus
- 5 Fraktionstableaus
- 5 Starthilfe-Karten
- 2 Kampfräder
- 1 Spielbrett
- 155 Holzmarker/Figuren (31 pro Nation)

### Vorbereitungen
Jeder Spieler bekommt eine Fraktion zugelost, zusätzlich wird zu der Fraktion ein weiterer Aktionsplan ausgelost. Die Fraktions- und Aktionspläne unterscheiden sich voneinander, sodass sich immer neue und unterschiedliche Varianten an Fraktionen ergeben.

### Spielverlauf
Gespielt wird im Uhrzeigersinn. Jeder Spieler hat auf seinem Aktionstableau vier unterschiedliche Aktionskombinationen, jede davon unterteilt in eine obere und eine untere Aktion. Der Spieler führt in seinem Zug eine oder beide seiner Aktionen aus. Bei der oberen Aktion erhält der Spieler Ressourcen oder kann Einheiten bewegen und bei der unteren Aktion gibt der Spieler Ressourcen aus, um seine Fraktionen zu verbessern oder etwas zu bauen.
Die folgenden Aktionen steht zur Auswahl:
- Einheiten bewegen: Bewegung des Anführer, Mechs, Arbeitern oder Truppentransport bestehend aus Mech und beliebiger Anzahl Arbeiter
- Ressourcen produzieren: Produziert auf mit eigenen Arbeitern besetzten Feldern Ressourcen (Getreide, Eisen, Öl, Holz oder weitere Arbeiter)
- Kampfstärke aufrüsten: Erhöht die einsetzbare Kampfstärke in Kämpfen zwischen Anführern und Mechs und dient als zusätzliche Währung in bestimmten Fällen
- Ansehen steigern: Multiplikator für die Abrechnung bei Spielende und dient als zusätzliche Währung in bestimmten Fällen
- Handel betreiben: Beliebige Ressourcen gegen Geld eintauschen
- Gebäude errichten: Eines von vier Gebäuden bauen die weitere Vorteile freischalten
- Mechs bauen: Zusätzliche Kampfeinheiten aufbauen
- Entwicklungen erforschen: Erhöht den Ertrag oberer Aktionen und senkt gleichzeitig die zu zahlenden Kosten für untere Aktionen
- Rekruten anwerben: Schaltet Bonus frei sofern der Spieler oder dessen Sitznachbarn die zugehörige untere Aktion durchführen.

Jede Fraktion bietet unterschiedliche Volksfähigkeiten und schaltet unterschiedliche, zusätzliche Einheitenfähigkeiten beim Bau von Mechs frei. Die Aktionstableaus unterscheiden sich hinsichtlich der Anordnung der oberen Fähigkeiten sowie den Kosten und Erträgen bei der Durchführung der unteren Fähigkeiten.

### Spielende
Das Spielende wird eingeleitet sobald der erste Spieler seinen 6. Stern für erfüllte Ziele platziert hat. Dieser Spieler hat aber noch nicht automatisch gewonnen. Sieger ist wer nach der Endabrechnung das meiste Geld hat. Das bei der Endabrechnung zusätzlich ausgezahlte Geld hängt stark vom erspielten Ansehen ab. Dieses dient als mehrstufiger Multiplikator bei dem für bei Spielende erspielte Sterne, kontrollierte Gebiete auf dem Spielplan und gehaltene Ressourcen die Spieler zusätzliches Geld erhalten.

## Erweiterungen
Zu dem Spiel wurde 2016 eine Erweiterung namens Scythe: Invaders from Afar (deutschsprachige Version als Scythe: Invasoren aus der Ferne) veröffentlicht. Diese ergänzt u. a. das Spiel um zwei neue Fraktionen für ein Spiel bis maximal sieben Spieler. Im Jahr 2017 folgte die zweite Erweiterung. Jamey entwickelte zusammen mit dem deutschen Spieleautor Kai Starck Scythe: The Wind Gambit (Scythe: Kolosse der Lüfte), die Luftschiffe als neue Transporteinheiten und Spielmodule einführt. 2018 wurde die dritte Erweiterung Scythe: The Rise of Fenris (Scythe: Aufstieg der Fenris) veröffentlicht und führt einen Kampagnenmodus ein. Auch die dritte und letzte große Erweiterung entwickelte Jamey zusammen mit einem Co-Autor, Ryan Lopez DeVinaspre aus den USA. 2019 erschien ein modularer Spielplan, der einen variablen Spielaufbau sowie ein kleineres Spielfeld bei kleinerer Spieleranzahl ermöglicht.
Darüber hinaus sind eine Spielbrett-Erweiterung zur Vervollständigung des um 50 % größeren Spielplan (auf der Rückseite des Standard-Spielplan ist dieser bereits zum großen Teil aufgedruckt) und weitere kleinere Erweiterungen und Promo-Materialien erschienen.

## Digitale Version
Asmodee Digital hat eine digitale Version von Scythe angekündigt, welche 2018 veröffentlicht wurde.

## Ausgaben und Bewertung
| Metaseite      | Bewertung             |
| -------------- | --------------------- |
| BoardGameGeek  | 8,3 von 10 Punkten    |
| Spielkult      | ,07 von 10 Punkten    |
| Meeple-Magazin | großes Highlight 2016 |

Das Spielmaterial von Scythe ist sehr umfangreich und die Qualität herausragend. Einen besonderen Reiz hat das Spiel, weil es durch gleich zwei zufällige unterschiedliche Spielerpläne immer wieder zu ganz anderen spielbaren Anführern kommt, so hat der Spieler immer wieder andere Startvoraussetzungen. Es gibt zwar im Spiel Mechs, Scythe ist aber kein Kriegsspiel, es geht um Popularität. Es lassen sich nur zwei der sechs notwendigen Spielziele durch einen gewonnenen Konflikt erzielen. Für im Kampf verwickelte Zivilisten wird man im Spiel abgestraft. Man kann Scythe auch ohne Konflikte, mit erfüllen von sechs der anderen Ziele, gewinnen.

## Preise und Ehrungen
Scythe hat fünf Golden Geek Preise gewonnen, 2016 von BoardGameGeek, der größten Brettspielseite, den Spiel des Jahrespreis für Artwork & Presentation, für Strategy Game, und für Solo Game, und die größte Innovation. Scythe hat ebenso den „Origins award for 2016 board game of the year“ gewonnen. Scythe gewann auch den „Dice Tower Con's Best Game of the Year for 2016“, als auch den „Geek and Sundry's best board games of 2016“.  Popular Mechanics ernannten Scythe zum „best game of 2016“.
- 2017 Jogo do Ano Nominee
- 2017 Best Science Fiction or Fantasy Board Game Nominee
- 2017 As d’Or – Jeu de l'Année Expert: Gewinner
- 2016 Tric Trac Nominee
- 2016 Swiss Gamers Award: Gewinner
- 2016 Golden Geek Most Innovative Board Game Nominee
- 2016 Golden Geek Board Game of the Year Winner
- 2016 Golden Geek Best Thematic Board Game Winner
- 2016 Golden Geek Best Strategy Board Game Winner
- 2016 Golden Geek Best Solo Board Game Winner
- 2016 Golden Geek Best Board Game Artwork & Presentation Winner

## Belege
1. ↑  Thomas Oide: Fueled by love of games, MU professor creates successful board game of his own. In: Columbia Missourian. 8. März 2017, abgerufen am 13. August 2017.
2. ↑  Sarah Fenske: St. Louis-Based Company's Kickstarter Rakes in $1.5 Million (Seriously). In: The Riverfront Times. 26. März 2016, archiviert vom Original (nicht mehr online verfügbar) am 13. August 2017; abgerufen am 13. August 2017.  Info: Der Archivlink wurde automatisch eingesetzt und noch nicht geprüft. Bitte prüfe Original- und Archivlink gemäß Anleitung und entferne dann diesen Hinweis.
3. ↑  Nick Igdahl: Asmodee Digital is Having a Big Year with More on the way, including 'Scythe' and 'Terraforming Mars'. In: TouchArcade. 21. August 2017, abgerufen am 25. August 2017.
4. ↑  Emily Sowden: Asmodee Digital brings Zombicide, Scythe, Terraforming Mars, and more to digital platforms. In: Pocket Gamer. 21. August 2017, abgerufen am 22. September 2017.
5. ↑  Charlie Hall: The best board games of 2016. In: Polygon. 9. März 2016, abgerufen am 13. August 2017.
6. ↑  Scythe named Game of the Year at Origins Awards. In: Tabletop Gaming. 19. Juni 2016, abgerufen am 30. September 2017.
7. ↑  Dice Tower Awards. Abgerufen am 9. Oktober 2017.
8. ↑  Charlie Theel: The Best Board Games of 2016 – Scythe. In: Geek and Sundry. 28. Dezember 2016, abgerufen am 30. September 2017.
9. ↑  William Herkewitz: The 50 Best New Board Games. In: Popular Mechanics. 29. September 2017, abgerufen am 7. Oktober 2017.